# Copalnic-Mănăștur (gmina)
Copalnic-Mănăștur – gmina w Rumunii, w okręgu Marmarosz. Obejmuje miejscowości Berința, Cărpiniș, Copalnic, Copalnic-Deal, Copalnic-Mănăștur, Curtuiușu Mic, Făurești, Lăschia, Preluca Nouă, Preluca Veche, Rușor i Vad. W 2011 roku liczyła 5673 mieszkańców.